# Regina City
Pour les articles homonymes, voir Régina (homonymie).
Regina City fut une circonscription électorale fédérale de la Saskatchewan, représentée de 1935 à 1968.
La circonscription de Regina City a été créée en 1933 d'une partie de Regina. Abolie en 1966, elle fut redistribuée parmi Regina-East et Regina—Lake Centre.

## Géographie
En 1952, la circonscription de Regina City comprenait:
- La cité de Régina
- La partie rurale au nord de la cité

## Députés
1. 1935-1945 — Donald Alexander McNiven, PLC
2. 1945-1949 — John Oliver Probe, CCF
3. 1949-1953 — Emmet Andrew McCusker, PLC
4. 1953-1958 — Claude Ellis, CCF
5. 1958-1968 — Ken More, PC

- CCF = Co-Operative Commonwealth Federation
- PC = Parti progressiste-conservateur
- PLC = Parti libéral du Canada